# Онищенко, Денис Анатольевич
Дени́с Анато́льевич Они́щенко (укр. Денис Анатоійович Онищенко; 15 сентября 1978, Полтава, Украинская ССР, СССР) — украинский футболист, полузащитник. После завершения игровой карьеры работал футбольным агентом.

## Биография
Футболом начал заниматься в Полтаве. В 14 лет переехал в училище олимпийского резерва в Днепропетровск. После окончания училища один сезон провёл за фарм-клуб «Днепра» — новомосковский «Металлург».
Одновременно с этим привлекался в разные юношеские сборные Украины, где его приметили селекционеры киевского «Динамо». В системе киевского клуба провёл 3 года, в течение которых играл за дублерские команды.
В 1999 перешёл в «Днепр», но в новом клубе провёл только 3 месяца. В команде сменился тренер и Денис посчитал, что лучше вернуться в Киев.
С начала 2000 отдан на полгода в аренду в тель-авивский «Хапоэль». Онищенко быстро адаптировался в команде, стал постоянно выходить в основе. В «Хапоэле» в итоге провёл 3 сезона, выиграл чемпионат и кубок страны. Стал четвертьфиналистом Кубка УЕФА в сезоне 2001/02
Летом 2003, рассчитывая закрепиться в основе «Динамо» (Киев), вернулся на Украину. В первой половине сезона 2003/04 провёл во всех турнирах за «Динамо» 16 матчей и четырежды поражал ворота соперников. Стал ведущим защитником клуба. Однако на зимних сборах получил тяжелейшую травму крестообразных связок. Процесс реабилитации затянулся на одиннадцать месяцев. Весной 2005 года Денис снова вышел на поле.
В середине 2005 трансфер Онищенко выкупила «Ворскла», полагая, что футболист станет новым лидером команды. Однако Онищенко оказался в ситуации, когда кроме него опытных футболистов в клубе не было. В итоге, он был выставлен на трансфер как неоправдавший надежд.
В сезоне 2006 года выступал за «Томь» на позиции опорного хавбека. По окончании сезона вынужден был покинуть Россию из-за ужесточения лимита на легионеров.
2-й круг 2007 выступал за луганскую «Зарю». Помог клубу остаться в высшей лиге, но продолжать выступления не стал. Перешёл в «Ильичёвец», однако и в этом клубе надолго не задержался.

### Выступления за сборную
За сборную Украины сыграл 3 товарищеских матча. Дебютировал 27 марта 2002 года выйдя на 63 минуте вместо Сергея Реброва в матче с сборной Румынии.

### Дальнейшая карьера
После завершения игровой карьеры вместе с партнёром Александром Панковым основал футбольное агентство «One Football Agency». Его клиентами были Артём Милевский, Евгений Селин, Евгений Новак, Михаил Сергийчук, Денис Дедечко, Кирилл Петров и другие.

## Достижения
- Чемпион Израиля (1): 1999/00
- Серебряный призёр чемпионата Израиля (2): 2000/01, 2001/02
- Бронзовый призёр чемпионата Израиля (1): 2002/03
- Обладатель Кубка Израиля (1): 2000

## Семья
Жена Екатерина, воспитывают сына и дочь.